# Ciudad Universitaria (Río de Janeiro)
La Ciudad Universitaria es un barrio situado en la región administrativa de la "Ilha do Fundão" (en español: Isla del Hondón o Isla de la Hondonada) en la zona norte del municipio de Río de Janeiro, Brasil. El barrio ocupa toda el área de la Ilha do Fundão, y es popularmente conocido por el nombre de la isla. En el barrio se ubica la rectoría y la mayoría de las unidades de la Universidad Federal de Río de Janeiro, que ocupan un área superior a cinco kilómetros cuadrados. 
Importantes empresas y centros de investigación componen el parque tecnológico como FMC Technologies, Halliburton, entre otros. El área total de la Ciudad Universitaria es de 523 833 782 metros cuadrados, teniendo en 2010 un total de 1556 habitantes. Aunque no adecuadas para bañistas, la isla posee dos playas: la del Catalán, que margina la mayor parte del este de la isla y la del Cuartel. 

## Historia
La actual ilha do Fundão fue creada a partir de tierras ganadas al mar desde un archipiélago de ocho islas durante la construcción del campus entre 1949 y 1952,  bajo órdenes del presidente Getúlio Vargas (en esa época, la zona estaba comprendida dentro del antiguo Distrito Federal). En un inicio, el archipiélago estaba conformado por tres grandes islas:
- Isla de Bom Jesus da Coluna, correspondiente hoy al área del Centro de Tecnología, de la Facultad de Letras y de la actual base del Ejército Brasileño;
- Ilha do Fundão, correspondiente hoy al área del Hospital Universitario Clementino Fraga Filho;
- Ilha da Sapucaia, correspondiente hoy al área de la rectoría, del parque tecnológico y de la villa residencial. Entre 1865 y 1940, esta isla servía como principal vertedero de la ciudad.[3]

Además de otras islas menores:

Vista aérea de la Ciudad Universitária de Río de Janeiro, 1968. Archivo Nacional.

- Ilha do Catalão, actual "Reserva do Catalão", una reserva ambiental administrada por la UFRJ;
- Ilhas do Baiacu y das Cabras, ambas situadas entre las islas Fundão y Catalão;
- Ilhas do Pindaí do Ferreira y Pindaí do França, ambas situadas entre las islas de Fundão y Bom Jesus da Coluna.

## Parque Tecnológico de Río
Algunos centros de investigación y varias empresas poseen una concesión cedida por la UFRJ para actuar en la Ciudad Universitaria. Estas instituciones, junto con la universidad, formarán un gran parque tecnológico de alta tecnología y de referencia internacional. Se puede destacar:
- Centro de Investigación Leopoldo Américo Miguez de Mello (CENPES) de Petrobras.
- Centro de Investigación de Energia Elétrica (CEPEL) de Eletrobrás.

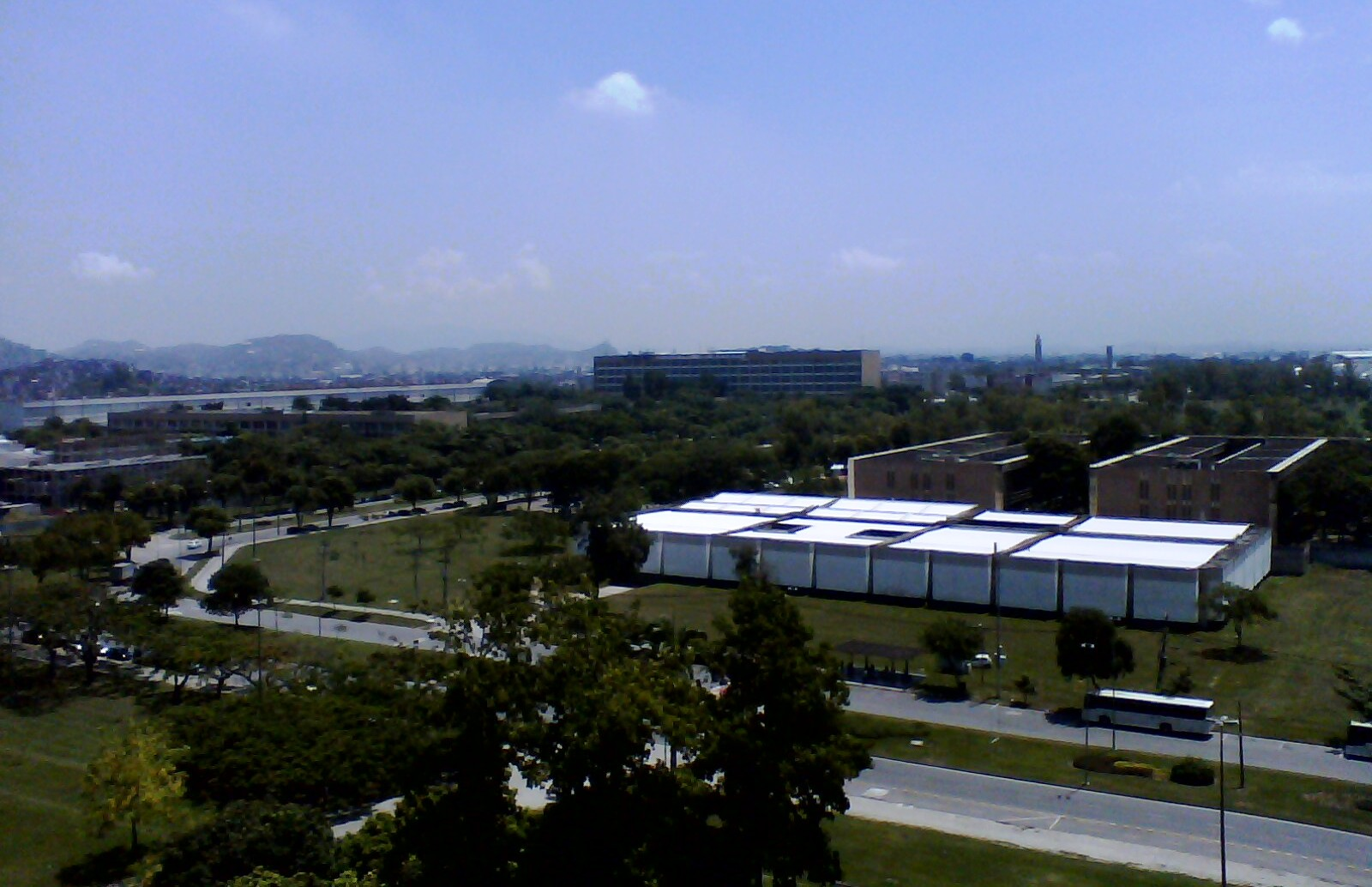
Ciudad Universitaria de Río. Se destaca la Facultad de Letras (a la derecha) y el Centro de Tecnología (a la izquierda).

- Centro de Tecnología Mineral (CETEM) del Ministerio de Ciencia, Tecnología e Innovación.
- Centro Brasileño de Investigaciones Físicas (CBPF) del Ministerio de Ciencia, Tecnología e Innovación.
- Centro Tecnológico Global de la General Electric (GE).

Se cuenta también con la presencia de los laboratorios Lab Océano, Núcleo de Estruturas Oceánicas (NEO), Centro de Excelencia en Gas Natural (CEGN), un centro de realidad virtual vinculado al Laboratorio de Métodos Computacionales en Ingeniería (Lamce) y el Núcleo de Tecnologías de Recuperación de Ecosistemas (Nutre).
Otras empresas ya firmaron asociaciones con la universidad para establecer centros de investigación en la isla como Usiminas, Schlumberger, IBM, Baker Hughes, FMC Technologies, Repsol, Halliburton, Tenaris Confab e Inovax. Aun se abren licitaciones para la construcción de los nuevos centros de investigación. Una nueva fase prevé un gran complejo que albergará investigaciones de más de 200 pequeñas y medianas empresas que agregan alto valor tecnlógico. También cuenta con muchos terrenos disponibles, pudiendo, en un consenso de la universidad y la alcaldía, tener nuevos lotes para la consolidación de un barrio tradicional.

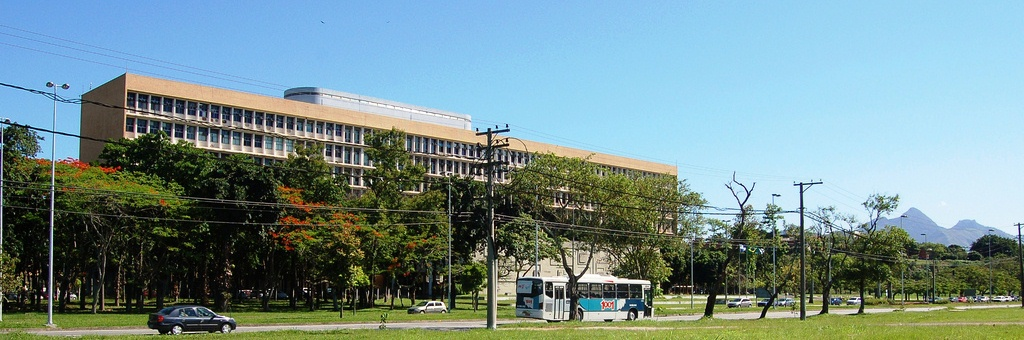
Panorama del edificio de la Facultad de Arquitectura de la Universidad Federal de Río de Janeiro.

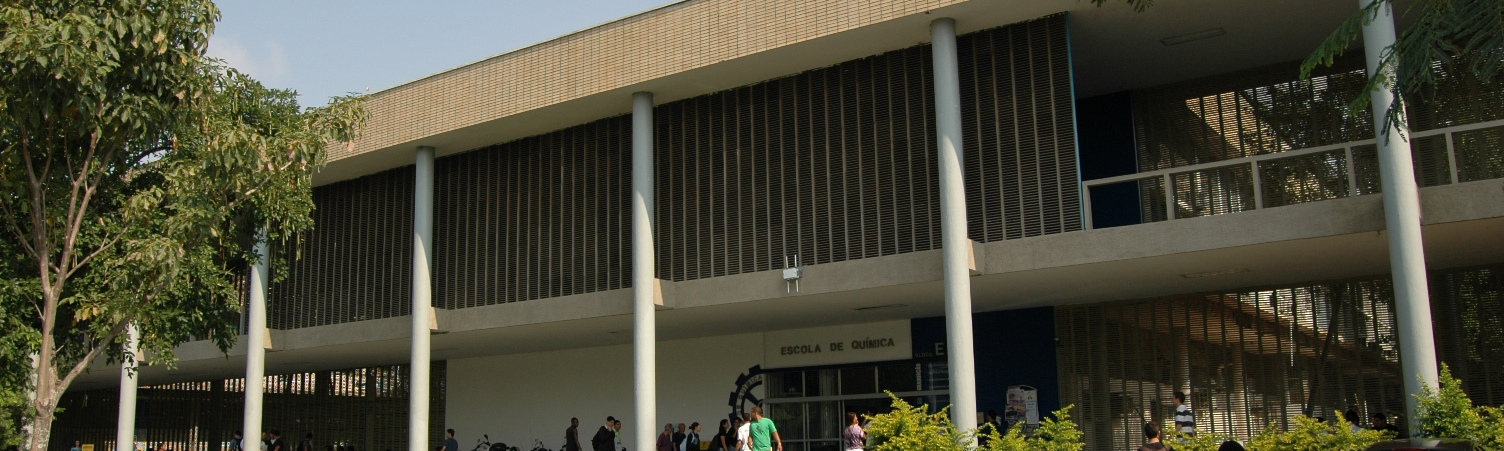
Panorama de la Escuela de Química, ubicada en el bloque E del Centro de Tecnología.

## Villa Residencial
La Ciudad Universitaria contiene un conjunto de habitaciones sin vinculación directa con la Universidad, agrupadas en forma de una villa residencial que se ubica en el trecho más al sur del barrio.
Se originó desde un asentamiento de trabajadores de construcción del Puente Rio-Niterói a fines de los años 1970. Luego del fin de las obras, la rectoría de la UFRJ trabajó con la reubicación de los habitantes de la época en que se ganaron los terrenos al mar y de funcionarios de la universidad en ese territorio que terminó siendo la Villa Residencial.
La localidad ha pasado y sigue pasando por diversos problemas de regularización de terrenos, ya que ocupa una zona de la marina y una acreción de la marina. Muchas de las casas se alquilan como repúblicas de estudiantes, albergues y unidades de alquiler.